# نوتارسکو
نوتارسکو (به ایتالیایی: Notaresco) یک کومونه در ایتالیا است که در استان تیرامو واقع شده‌است.

## خصوصیات
نوتارسکو ۳۷ کیلومترمربع مساحت و ۶٬۸۷۳ نفر جمعیت دارد و ۲۶۷ متر بالاتر از سطح دریا واقع شده‌است.

## خواهرخوانده
شهر Płońsk خواهرخواندهٔ نوتارسکو هست.